# Wilber Pan
Wilber Pan (pinyin: Pan Weib, chino tradicional: 潘玮柏, chino simplificado: 潘玮柏, New York, 6 de agosto de 1980) también es conocido como Will Pan, es un cantante, actor y presentador de televisión taiwanés nacido en los Estados Unidos.

## Biografía
Creció en West Virginia, Estados Unidos, y la edad de siete años se trasladó a Taiwán, donde asistió a la Taipei American School, graduándose en 1999.
Pan domina el mandarín y el inglés. Antes de comenzar su carrera como actor y cantante, estudió en California, en el State Polytechnic University, Pomona, pero dejó la escuela antes de graduarse para aceptar una oferta que fue propuesto por la cadena de televisión del Canal V. 
Tiene doble nacionalidad la estadounidense y la taiwanesa.
Su carrera comenzó cuando fue escogido como anfitrión de programas en el Canal V.
Su último álbum, 007, se publicó en 2009. En la actualidad es portavoz de la publicidad de Coca-Cola y la cadena de supermercados en Taiwán, Family Mart. Su proyecto más reciente se compone de la filmación de un nuevo drama taiwanés llamado Miss No Good, junto a Rainie Yang.

## Discografía

### Álbumes
1. 20 de diciembre 2002 - Gecko Paseo / 壁虎漫步
2. 19 de septiembre 2003 - Pass Me The Mic / 我 的 麦克风
3. 3 de septiembre 2004 - Wu'
4. 8 de julio 2005 - Shou Gao (Experto) / 高手
5. 16 de diciembre 2005 - remix Freestyle / 时尚 混音 酷 remix Freestyle 乐
6. 23 de junio 2006 - Fan Zhuan Qiu Di (La vuelta al mundo) / 反转 地球
7. 14 de septiembre 2007 - Play It Cool / 酷 玩
8. 18 de julio 2008 - Will Futuro / Will s未来 式 (2 CD DVD)
9. 29 de mayo 2009 - 007
10. 14 de enero 2011 - 808
11. 31 de agosto 2012 - The Story of Billy / 24個比利
12. 13 de junio 2014 - Crown & Clown / 王者丑生

### Singles
- Be With You( con Akon)

### Bandas sonoras
- 2003 - 我 的 秘密 花园 电视 原声Secreto banda sonora de la televisión Gardenoriginal

Tema 3 - Bu 不怕 我Wo Pa( I'm NotMiedo)
- 2003 - 心动 列车 电视 原声Banda sonora original Amor TrainTV

Tema 5 -How Are You
- 2006 - 天堂 来 的 孩子 电视 原声,The Kid From TV Cielo Banda sonora original

Pista 4 - 我 对 天空 说Wo Shuo Dui Kong Tian( le dije al cielo)
- 2008 - 不良 花 笑 señorita no Soundtrack Televisión Good'Original

Tema 1 - 疯 夏日'Xia Ri Feng (') Verano Manía

## Filmografía

### Programas de variedades
| Año                         | Programa                           | Notas                  |
| --------------------------- | ---------------------------------- | ---------------------- |
| 2007, 2016-2017, 2019, 2020 | Happy Camp                         | 8 episodios - invitado |
| 2012                        | Day Day Up (Tian Tian Xiang Shang) | invitado               |

## Realización en televisión
- V 式 会 社
- El modo de Noticias (TVBS-G)